# Світлана Майборода
Світлана Майборода (2 червня 1981, Харків) — український математик, яка працює професором математики в Міннесотському університеті. Її дослідження стосується гармонійного аналізу та диференціальних рівнянь, в тому числі крайових задач для еліптичних рівнянь.

## Навчання
С. Майборода народилась 2 червня 1981 року в Харкові.
Закінчивши Харківський університет в 2001 році, вона здобула два дипломи магістра в галузі фінансів і в галузі прикладної математики.
У 2005 році вона захистила кандидатську дисертацію в Університеті Міссурі під керівництвом Маріуса Майтреей..

## Наукова діяльність
Вона працювала в Австралійському національному університеті, Університеті штату Огайо і Браунському університеті. З 2008 року С.Майборода працювала в Університет Пердью, а у 2011 році перейшла в Університет Міннесоти.
С. Майборода з 2010 по 2015 роки працювала також науковим співробітникосм Слоан.
У 2015 році вона була обрана членом Американського математичного товариства.
В 2016 році С. Майборода отримала звання професора в Університеті Міннесоти.

## Нагорода
У 2013 році вона виборола премію Асоціації для жінок в математиці Sadosky за дослідження в аналізі.